# HV 11417
HV 11417 är en ensam stjärna i Lilla magellanska molnet (SMC) belägen i södra delen av stjärnbilden Tukanen. Den har en skenbar magnitud av ca 19,83 och kräver ett kraftfullt teleskop med kamera för att kunna observeras. Baserat på uppmätt parallax enligt Gaia Data Release 3 beräknas den befinna sig på ett avstånd av minst ca 103 000 ljusår (ca 32 000 parsec) från solen.

## Observation
HV 11417 är ett möjligt Thorne–Żytkow-objekt enligt en rapport av Emma Beasor et al. Rapporten hävdar också att en annan kandidat för Thorne–Żytkow-objektet, HV 2112, inte är ett Thorne–Żytkow-objekt eftersom den till synes saknar någon särskiljande kvalitet som skulle motivera den klassificeringen. HV 11417 har sedan dess identifierats som en trolig förgrundshalostjärna. I Gaias tredje datasläpp har stjärnan uppmätts till att ha en negativ uppmätt parallax, vilket tyder på ett avstånd på mer än 103 000 ljusår (32 000 pc) på 3-sigma-nivån och en egenrörelse som överensstämmer med stjärnor i den delen av Lilla magellanska molnet.